# Ayşe Hafsa Sultan

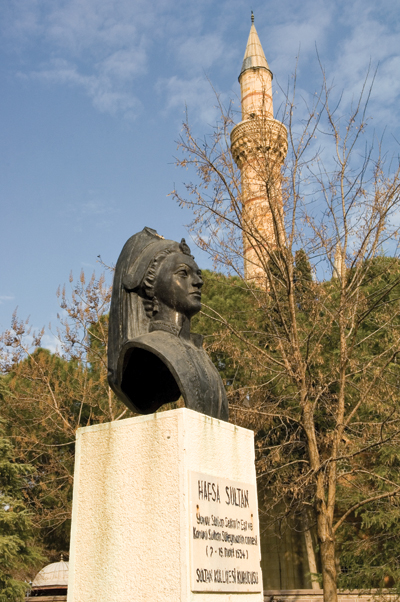
Buste van Ayşe Hafsa Sultan in Manisa

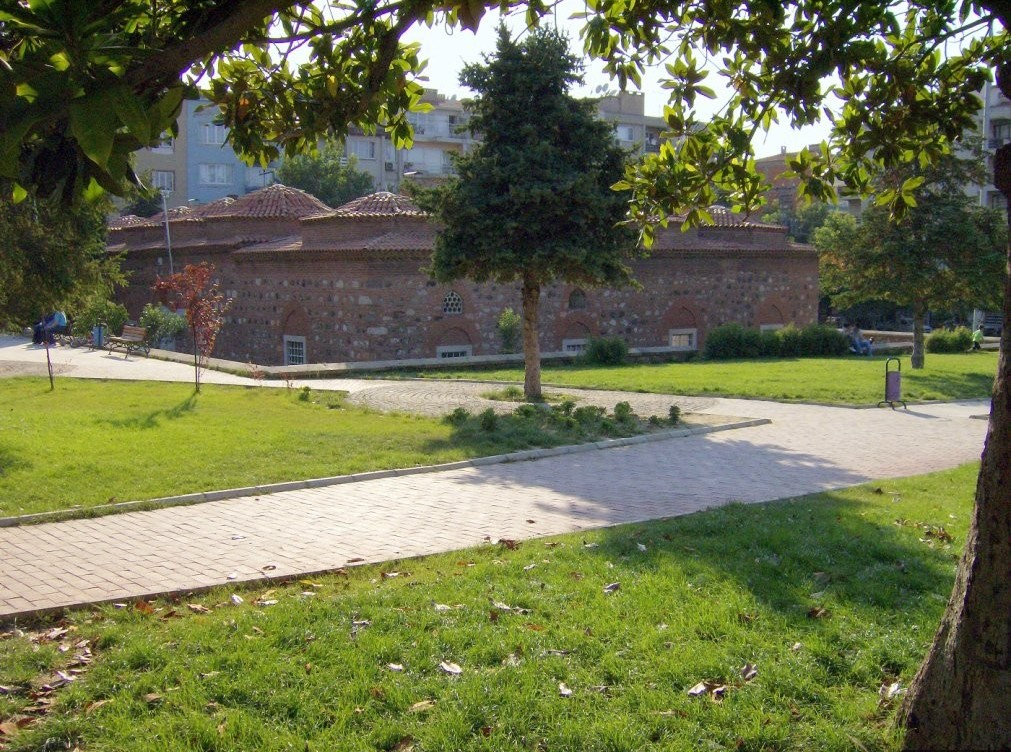
Hospice en ziekenhuis gebouwd in de 16e eeuw door Ayşe Hafsa Sultan in Manisa

Ayşe Hafsa Sultan (december 1479 – 19 maart 1534) was de eerste valide sultan van het Ottomaanse Rijk. Zij was de vrouw van sultan Selim I en moeder van Süleyman I. In de periode tussen de troonsbestijging van haar zoon in 1520 en haar dood in 1534, was ze een van de meest invloedrijke personen in het rijk.

## Biografie
Ayşe Hafsa Sultan werd geboren als een prinses. Zij was de dochter van Meñli I Giray. In 1494, toen ze ongeveer vijftien jaar oud was, trouwde ze met Selim I.
Ze woonde in Manisa (West-Turkije) met haar zoon, die de omliggende gebieden controleerde van 1513-1520. De stad was een van de traditionele verblijfplaatsen van de Ottomaanse kroonprinses in afwachting van haar toekomstige machtspositie. Ayşe Hafsa Sultan richtte de Manisa's Mesir Festival op, een lokale traditie die tot op vandaag de dag nog bestaat. Ze had een groot gebouwencomplex bestaande uit een moskee, een basisschool, een college en een ziekenhuis.
Ze was de eerste keizerlijke echtgenoot die de titel Valide Sultan kreeg, wat de koningin-moeder betekent. Door haar veranderde de status van de sultan moeder. Ze kreeg een groter aandeel in de macht. Na de geboorte van haar zoon Süleyman, geboren op 6 november 1494 in Trabzon, kreeg ze nog vijf dochters: Hatice, Fatma, Beyhan, Şah en Hafsa.

## Begraafplaats
Ayşe Hafsa Sultan stierf in maart 1534 en werd begraven in de buurt van haar man in een mausoleum achter de kiblamuur van de Yavuz Selim Moskee in Fatih (Istanbul). Het mausoleum werd grotendeels verwoest door een aardbeving in 1884. Een wederopbouw begon in de jaren 1900 maar werd gestopt. Haar graf ziet er vandaag veel eenvoudiger uit dan het oorspronkelijk was.